# یانکوویتسه (ناحیه کرومیریژ)
یانکوویتسه (به چکی: Jankovice) یک منطقهٔ مسکونی در جمهوری چک است که در ناحیه کرومیریژ واقع شده‌است. یانکوویتسه ۴٫۱۷ کیلومتر مربع مساحت و ۳۹۵ نفر جمعیت دارد و ۲۷۴ متر بالاتر از سطح دریا واقع شده‌است.